# Челсі (Мен)
Челсі (англ. Chelsea) — місто (англ. town) в США, в окрузі Кеннебек штату Мен. Населення — 2778 осіб (2020).

## Демографія
Згідно з переписом 2010 року, у місті мешкала 2721 особа в 1046 домогосподарствах у складі 758 родин. Було 1113 помешкання
Расовий склад населення:
| - 97,0 % — білих - 1,1 % — корінних американців - 0,7 % — азіатів - 0,1 % — вихідців з тихоокеанських островів - 0,1 % — чорних або афроамериканців |

До двох чи більше рас належало 1,0 %. Частка іспаномовних становила 0,8 % від усіх жителів.
За віковим діапазоном населення розподілялося таким чином: 20,3 % — особи молодші 18 років, 65,1 % — особи у віці 18—64 років, 14,6 % — особи у віці 65 років та старші. Медіана віку мешканця становила 44,9 року. На 100 осіб жіночої статі у місті припадало 106,8 чоловіків;  на 100 жінок у віці від 18 років та старших — 105,8 чоловіків також старших 18 років.
Середній дохід на одне домашнє господарство  становив 66 841 долар США (медіана — 54 545), а середній дохід на одну сім'ю — 77 787 доларів (медіана — 71 042). Медіана доходів становила 47 206 доларів для чоловіків та 40 859 доларів для жінок. За межею бідності перебувало 8,8 % осіб, у тому числі 0,0 % дітей у віці до 18 років та 15,2 % осіб у віці 65 років та старших.
Цивільне працевлаштоване населення становило 1308 осіб. Основні галузі зайнятості: освіта, охорона здоров'я та соціальна допомога — 28,2 %, роздрібна торгівля — 10,6 %, публічна адміністрація — 10,0 %.